# Vicepresidente

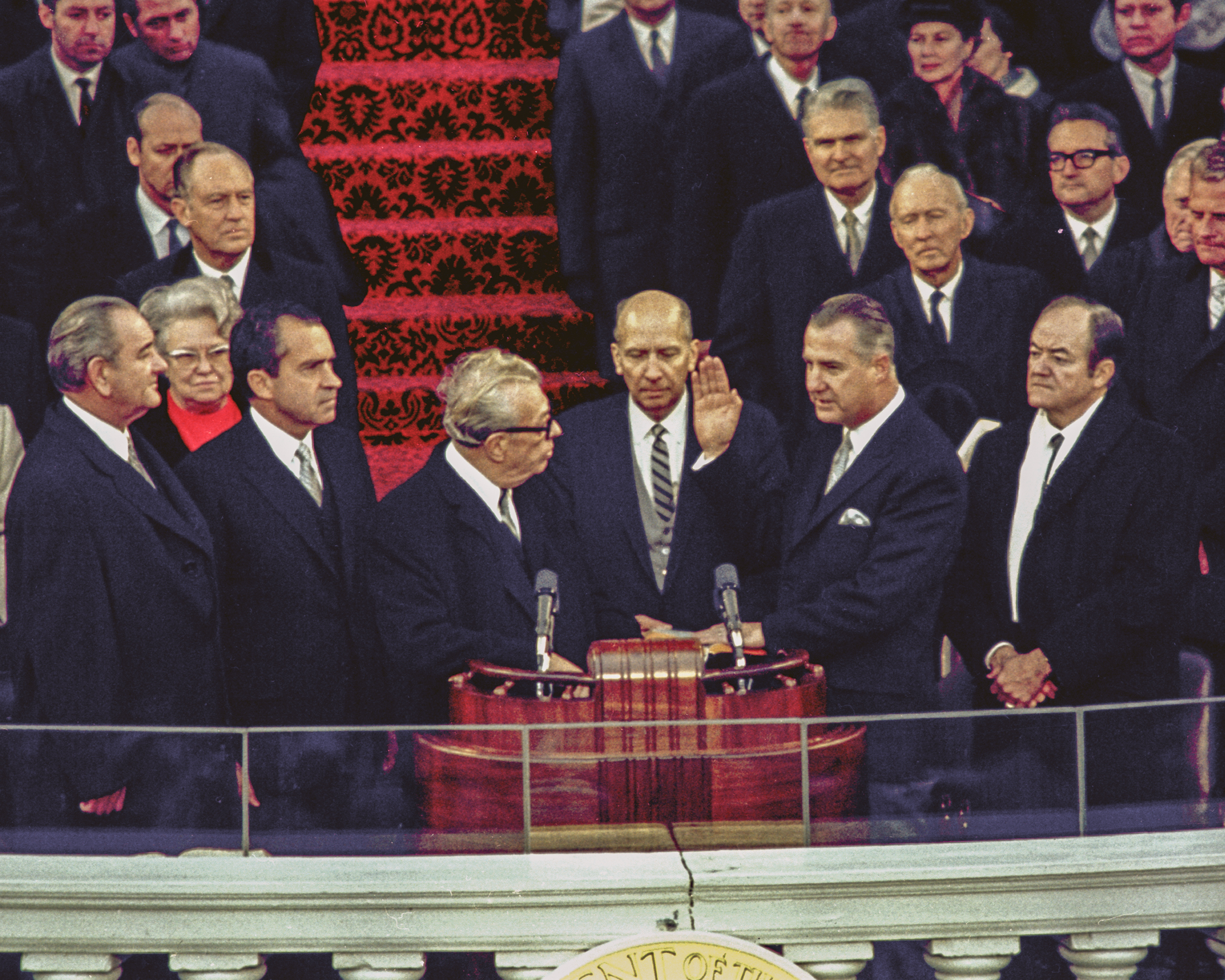
De izquierda a derecha, cuatro vicepresidentes de EE. UU.: Lyndon B. Johnson (1961–1963), Richard Nixon (1953–1961), Spiro Agnew (1969–1973), y Hubert Humphrey (1965–1969). Foto tomada el 20 de enero de 1969, día de la inauguración de Nixon como presidente.

El vicepresidente  (femenino: vicepresidenta) es la persona autorizada para actuar en nombre del presidente y, dentro de la jerarquía organizativa de un gobierno, suele referirse a un funcionario, ya sea de carrera o de facto. En el contexto empresarial, se trata de un ejecutivo con un rango inmediatamente inferior al del presidente.
El nombre incorpora el prefijo latino vice- (‘en lugar de’). El vicepresidente no podrá reemplazar al presidente mientras este vivo y sea legalmente la cabeza del gobierno. Los viajes del presidente no lo inhabilitan de su cargo, puesto que no existen razones para que abandone la Presidencia por el solo hecho de estar fuera de su sede.
En determinados países un vicepresidente actúa en funciones de presidente al vacar el titular y al no volver a ostentar el poder. En países donde existen designados a la presidencia, es posible que no exista el cargo de vicepresidente, porque los designados son potenciales vicepresidentes, los cuales deberán sujetarse a la asamblea o al mandato presidencial para ocupar la presidencia. En otros casos, la figura del designado a la presidencia coexiste con la del vicepresidente: por ejemplo, en El Salvador se eligen a dos designados a la Presidencia que ocuparán, por orden de nominación, los cargos de presidente y vicepresidente a falta de uno de estos (art. 155 de la Constitución).
En algunos países está designado a realizar las acciones de voluntariado, donaciones, entre otras.
Aunque existen dudas con respecto a la variante femenina debido a que los sustantivos terminados en -nte (como vidente, paciente, sirviente, etc.) generalmente son comunes en cuanto al género, la Nueva gramática de la lengua española (2009) indica que «las alternancias de -nte/-nta […] no afectan el significado del sustantivo, sino al sexo de la persona designada», por lo que es válido construir su femenino cambiando la e final por la a para formar vicepresidenta, voz recogida en el Diccionario de la lengua española junto a la de presidenta. Por su terminación, vicepresidente también puede funcionar como sustantivo común en cuanto al género y anteponerse el artículo femenino correspondiente («la vidente», «la paciente», «la sirviente», «la vicepresidente»).